# Lijst van rijksmonumenten in Blauwhuis
De plaats Blauwhuis (Blauhûs) telt 9 inschrijvingen in het rijksmonumentenregister. Hieronder een overzicht. 
| Object                                                                     | Oorspronkelijke functie?  | Bouwjaar                                                                          | Architect                          | Locatie         | Coördinaten?                | Nr.?   | Afbeelding                |
| -------------------------------------------------------------------------- | ------------------------- | --------------------------------------------------------------------------------- | ---------------------------------- | --------------- | --------------------------- | ------ | ------------------------- |
| Sint-Vituskerk                                                             | Kerk en kerkonderdeel     | 1867-'71 1969-'70 (rest. toren) 1991-'93 (rest. exterieur) 1996 (rest. interieur) | P.J.H. Cuypers C.H. Peters (uitv.) | Vitusdyk 27     | 53° 1' 21" NB, 5° 32' 3" OL | 515166 | Meer afbeeldingen         |
| Sint-Vituskerk, pastorie                                                   | Kerkelijke dienstwoning   | 1867-'71 1938/1941 (verb.) 1991-'93 (rest.)                                       | P.J.H. Cuypers C.H. Peters (uitv.) | Vitusdyk 29     | 53° 1' 21" NB, 5° 32' 4" OL | 515167 | Sint-Vituskerk, pastorie  |
| Sint-Vituskerk, koetshuis                                                  | Opslag                    | 1867-'71                                                                          | P.J.H. Cuypers C.H. Peters (uitv.) | bij Vitusdyk 27 | 53° 1' 21" NB, 5° 32' 3" OL | 515168 | Sint-Vituskerk, koetshuis |
| Sint-Vituskerk, hek                                                        | Erfscheiding              | 1867-'71                                                                          |                                    | bij Vitusdyk 27 | 53° 1' 21" NB, 5° 32' 1" OL | 515169 | Sint-Vituskerk, hek       |
| Sint-Vituskerk, begraafplaats                                              | Begraafplaats en -onderdl | verm. 1867-'71                                                                    |                                    | bij Vitusdyk 27 | 53° 1' 22" NB, 5° 32' 2" OL | 515170 | Meer afbeeldingen         |
| Sint-Vituskerk, begraafplaats: calvariegroep                               | Begraafplaats en -onderdl | 1870                                                                              |                                    | bij Vitusdyk 27 | 53° 1' 23" NB, 5° 32' 3" OL | 515171 | Meer afbeeldingen         |
| Sint-Vituskerk, begraafplaats: grafmonument van pastoor G.J. Evers         | Begraafplaats en -onderdl | 1892                                                                              |                                    | bij Vitusdyk 27 | 53° 1' 23" NB, 5° 32' 4" OL | 515172 | Meer afbeeldingen         |
| Sint-Vituskerk, begraafplaats: grafmonument van de familie Ydema-Witteveen | Begraafplaats en -onderdl | 1909                                                                              |                                    | bij Vitusdyk 27 | 53° 1' 23" NB, 5° 32' 4" OL | 515173 | Meer afbeeldingen         |
| Sint-Vituskerk, begraafplaats: baarhuis                                    | Begraafplaats en -onderdl | 1867-'71                                                                          |                                    | bij Vitusdyk 27 | 53° 1' 22" NB, 5° 32' 1" OL | 515174 | Meer afbeeldingen         |